# 静岡県道253号掛川袋井線
静岡県道253号掛川袋井線（しずおかけんどう253ごう かけがわふくろいせん）は静岡県掛川市から同県袋井市に至る一般県道である。

## 概要
ほぼ全線が旧東海道であり、国道1号を縫うように東西に走る。現在でも沿線のところどころに松並木が残っており、かつての街道風景を偲ばせる。
2007年（平成19年）頃に、新屋交差点を南へ進み次の交差点を西へ進み袋井市役所を通るルートから、新屋交差点を西へ進み永楽町交差点を南へ進むルートへ変更された。

### 路線データ
- 起点 : 静岡県掛川市大池・大池橋交差点（静岡県道415号日坂沢田線交点）
- 終点 : 静岡県袋井市川井・川井交差点（静岡県道61号浜北袋井線・静岡県道413号磐田袋井線交点）
- 路線延長 : 9.5 km

## 重複区間
- 国道1号袋井バイパス（掛川市原川・同心橋東交差点 - 袋井市国本・国本交差点）
- 静岡県道413号磐田袋井線（袋井市新屋・新屋交差点 - 袋井市永楽町・永楽町交差点）
- 静岡県道275号袋井停車場線（袋井市永楽町・永楽町交差点・袋井市袋井・静橋北交差点）

## 地理

### 通過する自治体
- 静岡県
掛川市 - 袋井市

### 交差する道路
- 静岡県道415号日坂沢田線（掛川市大池・大池橋交差点）
- 国道1号現道・袋井バイパス（沢田インターチェンジ） - 掛川バイパスには接続しない。
- 国道1号袋井バイパス（掛川市原川・同心橋東交差点 - 袋井市国本・国本交差点）
- 静岡県道413号磐田袋井線（旧国道1号）（袋井市新屋）
- 静岡県道275号袋井停車場線（袋井市袋井）
- 静岡県道41号袋井大須賀線（袋井市川井）
- 静岡県道61号浜北袋井線・静岡県道413号磐田袋井線（袋井市川井・川井交差点）